# Structured Stream Transport
Structured Stream Transport (SST) — экспериментальный транспортный протокол в компьютерных сетях, который обеспечивает упорядоченную и надежную абстракцию байтовых потоков, аналогичную TCP, но расширяет и оптимизирует управление потоками, чтобы приложения могли использовать потоки с гораздо большей степенью детализации, чем предполагалось.

## Особенности SST
1. Мультиплексирует множество потоков приложений на одно сетевое соединение
2. Предоставляет потокам наследственную структуру: приложения могут порождать легкие потоки из существующих
  - Эффективно: нет трехстороннего рукопожатия при запуске или TIME-WAIT при закрытии
  - Поддерживает транзакции запроса / ответа без сериализации в один поток
  - Общая внеполосная сигнализация: запросы управления уже выполняются
3. Надежная и удобная доставка в семантически унифицированной модели
  - поддерживает сообщения / дейтаграммы любого размера: нет необходимости ограничивать размер видеокадров, ответов RPC и т. д.
4. Динамическая приоритезация потоков приложения
  - например, сначала загрузить видимые части веб-страницы, изменить приоритеты, когда пользователь прокручивает
5. Дополнительная сквозная криптографическая безопасность, сопоставимая с SSL
6. Одноранговая связь через NAT через перфорацию
7. Реализован в виде библиотеки, которую можно напрямую связать с такими приложениями, как SSL, для упрощения развертывания.